# Titularbistum Bigastro
Bigastro ist ein Titularbistum der römisch-katholischen Kirche.
Es geht zurück auf einen untergegangenen Bischofssitz in der gleichnamigen Gemeinde in Spanien. Der Bischofssitz gehörte der Kirchenprovinz Toledo an.
| Titularbischöfe von Bigastro |                                 |                                                                        |                   |               |
| Nr.                          | Name                            | Amt                                                                    | von               | bis           |
| 1                            | Settimio Todisco                | Apostolischer Administrator von Molfetta-Giovinazzo-Terlizzi (Italien) | 15. Dezember 1969 | 24. Mai 1975  |
| 2                            | Augusto Lauro                   | Weihbischof in Cosenza (Italien)                                       | 8. September 1975 | 7. April 1979 |
| 3                            | Alfonso Coto Monge              | Apostolischer Vikar von Limón (Costa Rica)                             | 7. März 1980      | 22. Juli 2006 |
| 4                            | Juan Antonio Martínez Camino SJ | Weihbischof in Madrid (Spanien)                                        | 17. November 2007 |               |